# Akbar Chan

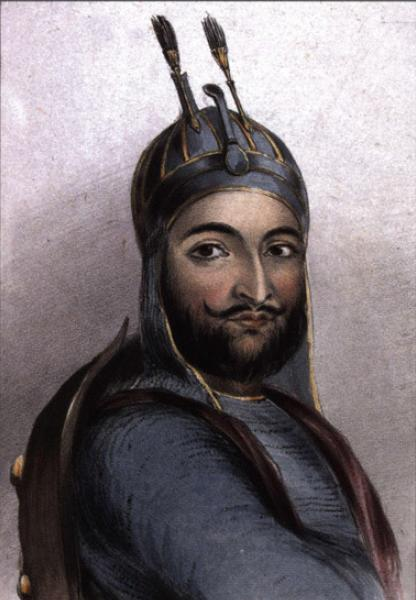
Akbar Chan

Mohammad Akbar Chan (ur. 1813, zm. 1845) – afgański książę, syn Dosta Mohammada Chana, wódz podczas I wojny brytyjsko-afgańskiej.
W 1841 r. stanął na czele powstania Afgańczyków przeciwko brytyjskiej okupacji. W listopadzie 1841 r. obległ w Kabulu brytyjską Armię Indusu generała Williama Elphinstone’a. W grudniu osobiście zabił brytyjskiego delegata, Williama Macnaghtena, którego oskarżył o zdradę. Na początku stycznia 1842 r. zgodził się na ewakuację Armii Indusu do Indii, ale jego żołnierze zmasakrowali Brytyjczyków podczas ich marszu do Dżalalabadu.
Akbar był politykiem bardzo ambitnym i dążył do stworzenia kolejnego afgańskiego imperium. Wywołało to zaniepokojenie jego ojca, który opowiadał się za porozumieniem z Brytyjczykami. Akbar zmarł w 1845 r., prawdopodobnie otruty na rozkaz ojca.